# Topkapi (pałac)
Topkapi (tur. Topkapı Sarayı) – pałac w centrum Stambułu, który był rezydencją sułtanów przez ponad 380 lat, od 1453 roku. Budowę rozpoczęto za panowania sułtana Mehmeda II Zdobywcy w 1453 roku, zaraz po zdobyciu Konstantynopola, a zakończono w 1465 roku. Ostatnim używającym pałacu sułtanem był Mahmud II (do 1839 roku). Sułtan Abdulmecid I przeniósł siedzibę władców do pałacu Dolmabahçe.

## Historia pałacu
Topkapı przebudowywano w kolejnych wiekach, ale jego podstawowy, czterodziedzińcowy układ został zachowany. Osmanowie przejęli od bizantyjskich władców zwyczaj oddzielania władcy od ludu, trzeci (najbardziej wewnętrzny) tylko dla władcy i upoważnionej służby (białych eunuchów). 

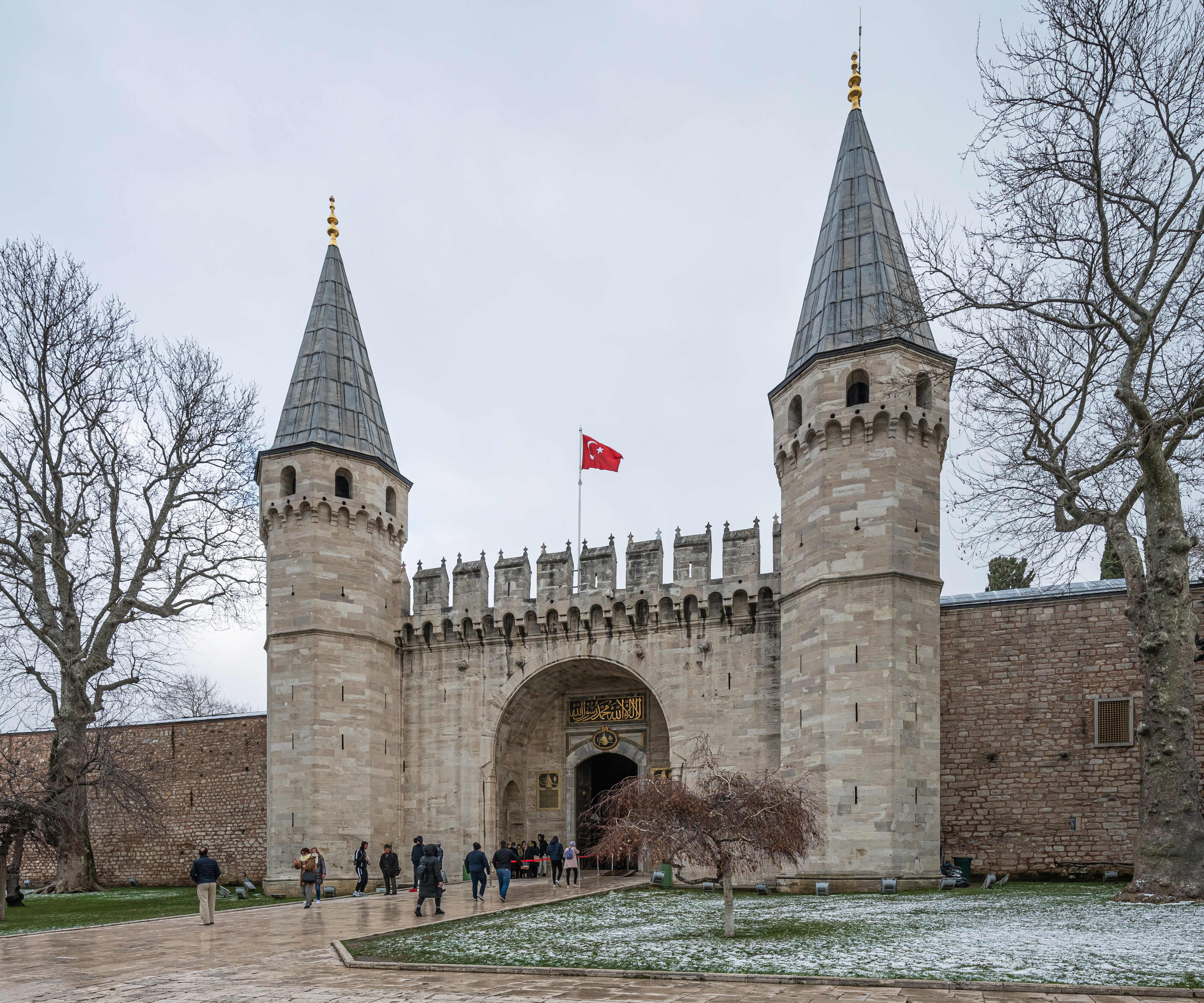
Topkapı

## Brama Imperialna

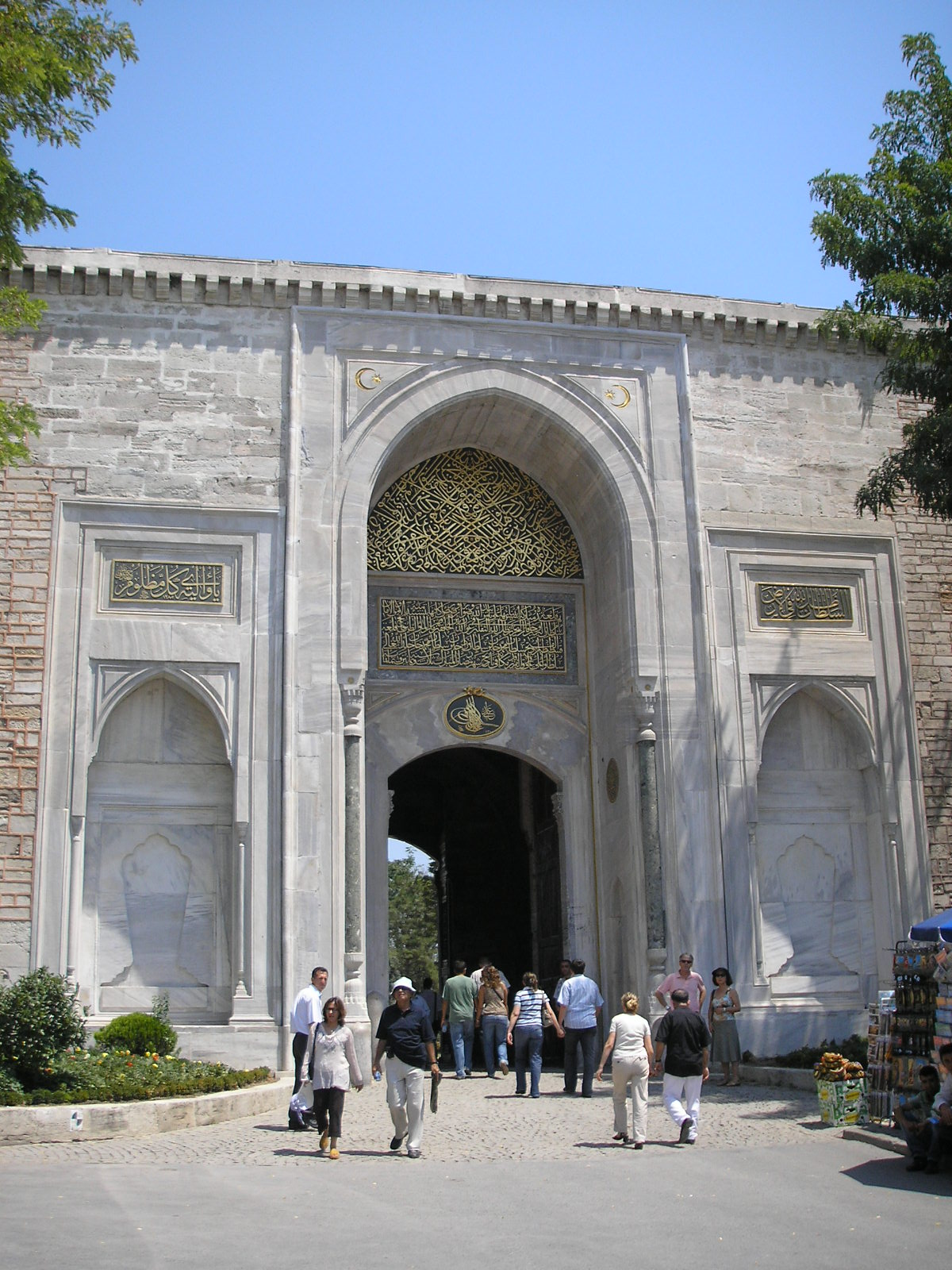
Brama Imperialna

Oddziela pałac od miasta. Została zbudowana za panowania sułtana Mehmeda II Zdobywcy. Jest zwana również Bâb-ı Hümâyûn. Nad bramą znajduje się inskrypcja z 1478 roku. Po bokach bramy znajdują się pomieszczenia dla strażników.

## Pierwszy Dziedziniec
Zwany również Alay Meydanı – dziedziniec janczarów. Był on dostępny dla wszystkich, był jednocześnie jedynym miejscem w pałacu, gdzie wysocy dostojnicy mogli wjechać konno. Dziedziniec ma nieregularny kształt, między Bramą Imperialną a Bramą Pozdrowień ciągnie się 300-metrowa aleja.
Po lewej stronie dziedzińca znajdowały się magazyny zaopatrujące pałac, pomieszczenia dla kupców, stajnie i łaźnie. Budynki te nie zachowały się do dzisiaj.
Na pierwszym dziedzińcu znajduje się również Hagia Eirene, która została włączona do kompleksu pałacowego jako arsenał, oraz mennica.

## Drugi Dziedziniec
Za Orta Kapı (Bramą Środkową) znajduje się drugi dziedziniec. Bramę wzniósł w 1524 roku Sulejman I Wspaniały, który przy budowie zatrudnił architektów z podbitych Węgier. Zaraz za wejściem widać makiety pałacu, ułatwiające orientację w układzie kompleksu pałacowego. Nieco dalej zorganizowano wystawę sułtańskich powozów, sprowadzonych dla władcy i jego rodziny. W pałacowych kuchniach zachowała się część kolekcji chińskiej porcelany.

## Trzeci Dziedziniec

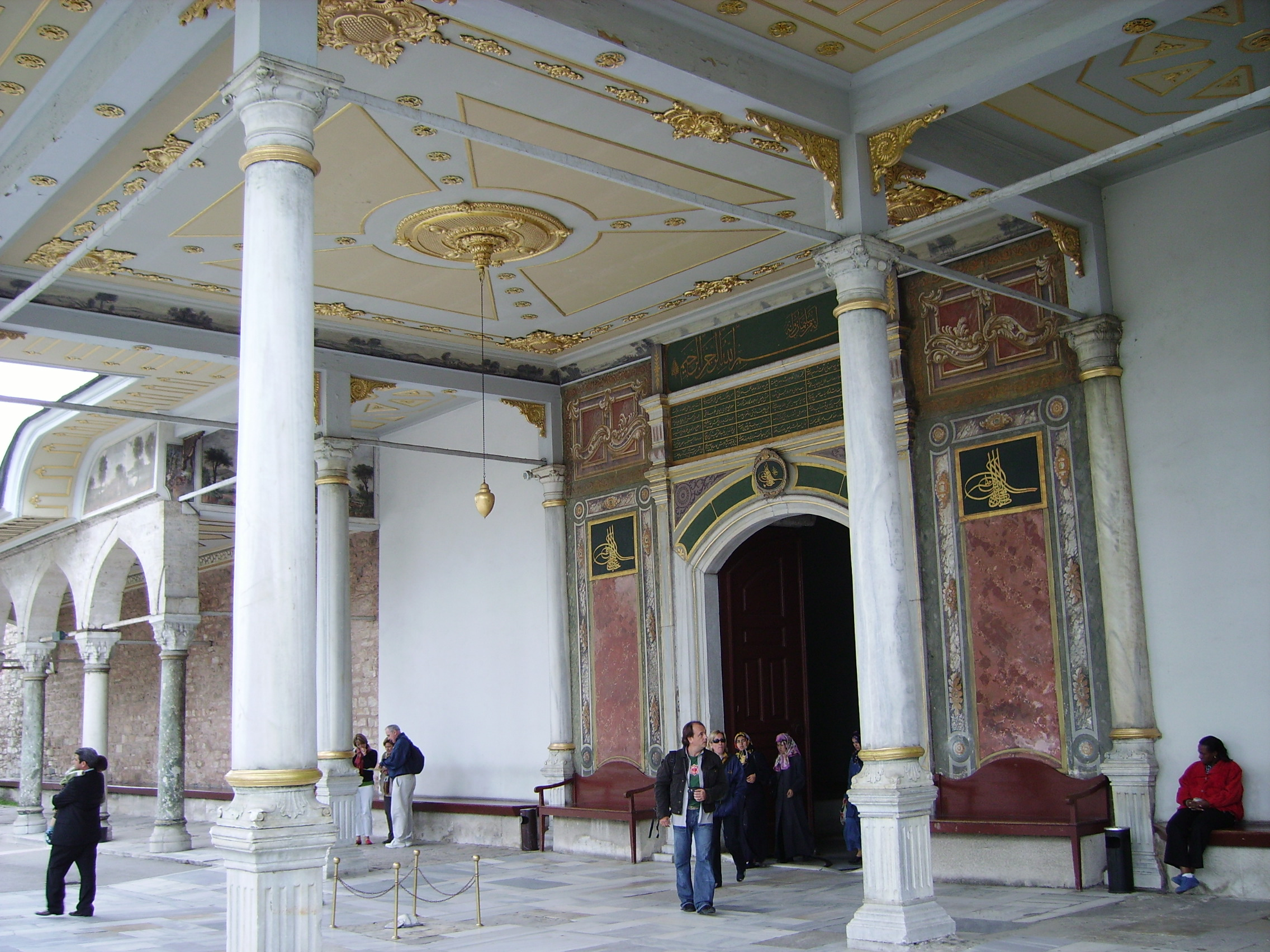
Brama na trzeci dziedziniec

Trzeci dziedziniec Topkapı był prywatnym podwórcem sułtana. Aby do niego wejść, trzeba było przejść przez Bab-ı-Saadet, czyli tak zwaną Bramę Szczęśliwości. Nikt nie mógł przejść przez te drzwi bez specjalnego zezwolenia, a ci, którzy je posiadali, prowadzeni byli przez białych eunuchów. Wokół trzeciego dziedzińca były usytuowane lokale Uniwersytetu Pałacowego. Znajdowały się w nim pawilony takie jak Biblioteka Ahmeda III, skarbiec, kolekcja strojów sułtańskich, komnata z relikwiami, kolekcja zegarów oraz dział miniatur i portretów świadczących o wielkiej zręczności kaligrafów osmańskich, a także Sala Audiencyjna (Tronowa). W tejże sali sułtan spotykał się z ambasadorami obcych państw, a także ze swoimi doradcami wojskowymi. Ze względów bezpieczeństwa obsługę sali stanowili wyłącznie głusi.

## Relikwie islamu
W Sali Tronowej przechowuje się relikwie muzułmańskie. Na uwagę zasługują: płaszcz proroka Mahometa (arab. burda), który jako pierwszy odziedziczył po kalifach umajjadzkich i abbasydzkich sułtan Selim I; każdego 15 dnia miesiąca ramadanu sułtan osmański przywdziewał płaszcz proroka w czasie ceremonii państwowej. W Topkapı przechowuje się 2 z 9 mieczy Mahometa oraz jego łuk. Jest tu również list Mahometa adresowany do Mukaukasa, przywódcy Koptów, wzywający go do przyjęcia islamu, który przypadkiem odkryli w Egipcie Francuzi w 1850 a rząd Francji przekazał go muzeum Topkapı. List spisany jest na pergaminie. Poza tym przechowuje się tu miecze pierwszych kalifów, Abu Bakra, Umara Ibn al-Chattaba, Usmana, Alego, słynnego wodza arabskiego, Chalida Ibn al-Walida (zm. 642) i inne. Należy wspomnieć domniemaną pieczęć Mahometa odkrytą w połowie XIX wieku w Bagdadzie, kawałek zęba proroka, ukruszonego w czasie bitwy z mekkańczykami pod Uhud (625), przechowywany w kasetce ze złota inkrustowanej kamieniami szlachetnymi, wykonanej na zamówienie sułtana Mehmeta IV, 60 włosów z brody, przechowywane w 24 kasetkach inkrustowanych złotem i macicą perłową, jeden z 6 odcisków stopy, zgodnie z tradycją odciśnięty w kamieniu podczas wstępowania Proroka do nieba, przechowywany w złotej kasetce. I na koniec elementy architektoniczne pochodzące z mekkańskiej Al-Kaby, przede wszystkim obramowanie "czarnego kamienia" i rynny.

## Czwarty Dziedziniec
Ostatni, tak zwany czwarty dziedziniec nie jest zamkniętym terenem, przypomina raczej duży ogród z wieloma pawilonami, gdzie odpoczywał sułtan. Część pałacu po prawej stronie została przekształcona w kawiarnię, z której rozpościera się piękny widok na Bosfor i azjatycką część Stambułu.

## Harem
W pałacu Topkapı znajduje się harem, były to pomieszczenia mieszkalne sułtańskiej rodziny. Na czele haremu stała matka panującego sułtana. Zgodnie z prawem islamskim, sułtan mógł mieć cztery żony. Jeśli chodzi o konkubiny, islam zezwalał, aby mężczyzna miał ich tyle, ile może utrzymać. Harem składa się z kilkuset komnat, ale udostępnione do zwiedzania jest tylko kilkanaście.
Do najważniejszych punktów wycieczki należy Kara Ağalar Taşlığı (dziedziniec Czarnych Eunuchów), Cariye ve Kadınefendi Taşlığı (dziedziniec Konkubin i Żon), pokoje Sułtanki Matki, łaźnia sułtana oraz Hünkar Sofası (komnaty władcy), największe w haremie, zdobione kafelkami z Delftu.
Obecnie Topkapı jest głównym obok Hagia Sophia punktem wycieczek do Stambułu.